# Zlata Bartl
Zlata Bartl, née à Dolac le 20 février 1920 et morte le 30 juillet 2008 à Koprivnica, est une scientifique yougoslave croate. Elle est connue pour voir inventé le condiment Vegeta, ce qui lui a valu le surnom de Teta Vegeta, « Tante Vegeta »,,.

## Biographie
Ayant grandi à Sarajevo, elle entame en 1938 des études de philosophie à Zagreb, puis obtient en 1942 un diplôme d'enseignant en chimie, physique, mathématiques, météorologie et minéralogie,. Polyglotte maîtrisant l'allemand, le français, l'espagnol et l'italien, elle enseigne au lycée. Elle est en poste à Sarajevo, à Banja Luka, puis de nouveau à Sarajevo à l'Institut de recherche industrielle. Après la Seconde guerre mondiale, dans la Yougoslavie communiste d'alors, elle est condamnée à une peine de prison pour avoir emmené des élèves en voyage à Rome en Italie fasciste et pour avoir fait partie des jeunesses oustachis, détenue au pénitencier de Zenica où elle contracte une tuberculose osseuse qui lui laissera des séquelles,, puis libérée en 1946. En 1955, elle entre à Podravka comme chimiste où elle devient chef d'équipe. Son laboratoire produit en 1957 ses premières soupes de légumes en sachet, puis des soupes au poulet et bœuf avec pâtes. Comme l'entreprise ne dispose que de moyens rudimentaires à l'époque pour sceller les sachets, en l'absence de machines les sachets sont scellés manuellement avec un fer à repasser. Mais l'innovation majeure de son équipe est le condiment Vegeta, un composé déshydraté lancé sur le marché en 1959, qui connaîtra le succès à l'international, et deviendra une des marques croates les plus connues. 
Zlata Bartl meurt à l’hôpital de Koprivnica le 30 juillet 2008.
La société Podravka a créé en 2001 la fondation Prof. Zlata Bartl Foundation pour promouvoir le travail des étudiants en sciences et technologie,.

## Distinctions
- Prix de la culture technique de Croatie, 1985[2]
- Ordre de Danica Hrvatska (hr)[3]
- Citoyenne d'honneur de la ville de Koprivnica, 2006[5]
- Kuna d'or de la Chambre de Commerce croate, 1998[5]